# Sudettyskar

Områden med tysktalande befolkning före 1945 i dagens Tjeckien.

Sudettyskar (tyska: Sudetendeutsche; tjeckiska: Sudetští Němci) syftar på den tysktalande befolkningen i tjeckiska Böhmen och Mähren i gränstrakterna mot Tyskland och Österrike (se Sudetenland), inte endast i bergsområdet Sudeterna. Så gott som samtliga sudettyskar fördrevs efter andra världskriget och tvingades över gränsen till Tyskland. Idag används inte termen så ofta på grund av historisk belastning, utan de flesta ättlingar till sudettyskar kallar sig på tyska för böhmentyskar eller mährentyskar.

## Historia
Den tysktalande befolkningen i området härrörde främst från invandrare ur bondebefolkningen i Bayern, Sachsen och Schlesien, samt bergsmän och köpmän. De flyttade dit under medeltiden.

### Mellankrigstiden
Efter freden efter första världskriget 1919 bröts dubbelmonarkin Österrike-Ungern upp i flera mindre stater. Böhmen och Mähren bildade tillsammans med Slovakien (norra Ungern) Tjeckoslovakien. I denna nya statsbildning fanns en stor tysktalande minoritet om ungefär en fjärdedel av befolkningen som kände att de egentligen hade velat tillhöra Österrike eller Tyskland. Den tyska minoriteten var koncentrerad i Tjeckoslovakiens västra delar där den ofta uppgick till nittio procent eller mer. 
Politiskt tog först den tysktalande befolkningen avstånd från den nya statsbildningen och deltog inte i det med den tidens europeiska mått mycket demokratiska politiska livet i någon större utsträckning, men på 1920-talet hade flera politiska partier bildats, från socialistiska partier och agrarpartier till traditionellt konservativa och tysknationella. Vissa av partierna siktade på att arbeta inom den tjeckoslovakiska statsbildningen (så kallade "aktivistiska" partier) medan andra syftade mer tydligt till att separera folkgrupper i delstater eller helt separata politiska enheter. Efter att ett mindre nazistiskt sudettyskt politiskt parti förbjudits att verka i landet bildades Sudetendeutsche Partei, en folkfrontsliknande partibildning ledd av Konrad Henlein som samlade tysknationella, nazister och nationalromantiker och vann stora framgångar hos den tysktalande delen av befolkningen. Partiet drev initialt tyska intressen inom det tjeckoslovakiska systemet men övergick snart att öppet förespråka ett nazistiskt inriktat styre i de tysktalande delarna av landet och ett närmande till Tyskland.
Många tysktalande tjeckoslovaker drabbades hårt av depressionen i början av 1930-talet, eftersom industriförvaltningen främst fanns i de tysktalande områdena. Jordreformer som delade upp stora jordegendomar och delade ut dem till lantarbetare och småbrukare slog hårdast mot den företrädesvis tysktalande överklassen.
Nazismen i Tyskland och rikskansler Adolf Hitler vann popularitet även bland sudettyskarna. Hitler utnyttjade detta och agiterade om sudettyskarnas ”namnlösa elände” (”Dieses Elend der Sudetendeutschen ist ein namenloses”) och sökte sätta press på president Edvard Beneš. Denna opinionsbildning vann en del framgångar i Europa. Många såg med viss förståelse på de tysktalande tjeckoslovakernas frustration inför att se sin roll som favoriserade medlemmar av en flerspråkig och aristokratisk stormakts styrande statsfolk reduceras till en inte alltid helt positivt sedd minoritet i ett demokratiskt land.
Tidigare hade de tysktalande kunnat räkna med en frikostigt tillmätt andel i rikets förvaltning. Nu, med tjänstemannareformer som tillät statsförvaltningen bemannas av nya tjänstemän som inte alltid var tyskkunniga och skolreformer där tjeckiska och slovakiska skolor inrättades i områden där endast tyska skolor tidigare funnits, var deras roll mindre central än tidigare. I huvudstaden Prag liksom i många mindre städer förbjöd den lokala förvaltningen tysk skyltning. Allt detta ledde till ökad friktion mellan språkgrupperna under 1930-talet. Vid 1930-talets mitt var de tysktalande i de tjeckoslovakiska gränsområdena minst 3 miljoner, vilket motsvarade en knapp fjärdedel av hela landets befolkning.

### Tysk annektering
Under hösten 1938, sedan Österrike genom Anschluss i mars samma år annekterats av Tyskland, krävde Hitler att de områden i Tjeckoslovakien där det bodde cirka 800 000 tysktalande också skulle få tillhöra Tyskland. Hitler såg till att utnyttja sudettyskarnas situation för att kunna lägga beslag på stora delar av Tjeckoslovakien. 
Under hösten 1938 möttes världens stormaktsledare i München för att försöka lösa konflikten och Hitlers territoriella krav tillmötesgicks. I ett berömt filmklipp stiger den brittiske premiärministern Neville Chamberlain av sitt flygplan i London efter Münchenöverenskommelsen och viftar med ett dokument med Hitlers underskrift som enligt premiärministern skall garantera freden. ”Detta innebär fred i vår tid", utbrister Chamberlain, mindre än ett år innan andra världskriget bryter ut. 
I praktiken hade Storbritannien och Frankrike givit bort en stor del av Tjeckoslovakien, och detta över huvudet på den tjeckiska statsledningen som inte ens fick närvara vid mötet i München. Eftersom det tjeckiska försvaret var förlagt till gränsområdena mot Tyskland hade Tjeckoslovakien nu inte längre något skydd mot sin aggressive granne i väster. Bara ett halvår senare, i mars 1939, övertog Tyskland hela Tjeckoslovakien, även nu utan att behöva avlossa ett enda skott.
Kort efter annekteringen av Sudettyskland inrättade Hitler Gau Sudetenland och utnämnde Henlein till Gauleiter och riksståthållare. Med tiden kom dock den sudettyske nazisten Karl Hermann Frank att bli den verklige härskaren över området.

### Efter kriget
Vid andra världskrigets slut fördrevs sudettyskarna västerut, och cirka 450 000 av dem sägs ha dödats. Den nya tjeckiska regeringen och militären medverkade till att fördriva tyskarna. Efter tvångsförflyttningen döptes de tyska städerna om, flera mindre byar revs och gatuskyltar med tyska namn avlägsnades. Ordet Sudetenland lever emellertid kvar som begrepp i det tyska språket.
2001 återstod cirka 39 000 tysktalande i landet Tjeckien. I 13 städer och byar var befolkningen då till mer än 10 procent tysktalande; den största koncentrationen fanns i regionen Ústí nad Labem. Emigranter med sudettyska rötter finns idag i både Tyskland, Sydamerika och Sverige.